# Dypterygia cristifera
Dypterygia cristifera är en fjärilsart som beskrevs av George Francis Hampson 1893. Dypterygia cristifera ingår i släktet Dypterygia och familjen nattflyn. Inga underarter finns listade i Catalogue of Life.